# Empire Falls
Empire Falls – amerykański miniserial obyczajowy z 2005 roku na podstawie powieści Koniec Empire Falls Richarda Russo.

## Główne role
- Ed Harris – Miles Roby
- Philip Seymour Hoffman – Charlie Mayne
- Helen Hunt – Janine Roby
- Paul Newman – Max Roby
- Robin Wright – Grace Roby
- Aidan Quinn – David Roby
- Joanne Woodward – Francine Whiting
- Dennis Farina – Walt Comeau
- William Fichtner – Jimmy Minty
- Estelle Parsons – Bea
- Theresa Russell – Charlene
- Kate Burton – Cindy Whiting
- Jeffrey DeMunn – Horace
- Trevor Morgan – Zack Minty
- Danielle Panabaker – Tick Roby
- Lou Taylor Pucci – John Voss
- Nesbitt Blaisdell – Ksiądz Tom
- Adam LeFevre – Ksiądz Mark
- Stephen Mendillo – Bill Daws
- Larry Pine – Otto Mayer/Narrator

## Fabuła
Miasteczko Empire Falls w stanie Maine. Tam mieszka Miles Roby (Ed Harris), 40-letni właściciel baru Empire Grill, który cieszy się wielką popularnością. Ugrzązł w tym miasteczko od chwili, gdy zmarła jego matka. Boryka się także z problemami rozwodowymi, utyskującym ojcem, prowokującym kłopoty młodszym bratem i nastoletnią córką.

## Nagrody i nominacje
Nagroda Emmy 2005
- Najlepszy aktor drugoplanowy w miniserialu lub filmie tv – Paul Newman
- Najlepszy miniserial – Paul Newman, Scott Steindorff, Fred Schepisi, Marc Platt, William Teitler (nominacja)
- Najlepsza reżyseria miniserialu, filmu tv lub dramatycznego programu specjalnego – Fred Schepisi (nominacja)
- Najlepszy scenariusz miniserialu, filmu tv lub dramatycznego programu specjalnego – Richard Russo (nominacja)
- Najlepszy dobór obsady miniserialu lub filmu tv – Avy Kaufman (nominacja)
- Najlepsza scenografia w miniserialu lub filmie tv – Stuart Wurtzel, John Kasarda, Maria Nay (nominacja)
- Najlepszy montaż miniserialu lub filmu tv kręconego przy użyciu jednej kamery – Kate Williams (nominacja)
- Najlepszy aktor w miniserialu lub filmie tv – Ed Harris (nominacja)
- Najlepszy aktor drugoplanowy w miniserialu lub filmie tv – Philip Seymour Hoffman (nominacja)
- Najlepsza aktorka drugoplanowa w miniserialu lub filmie tv – Joanne Woodward (nominacja)

Złote Globy 2005
- Najlepszy miniserial lub film telewizyjny
- Najlepszy aktor drugoplanowy w serialu, miniserialu lub filmie tv – Paul Newman
- Najlepszy aktor w miniserialu lub filmie tv – Ed Harris (nominacja)
- Najlepsza aktorka drugoplanowa w serialu, miniserialu lub filmie tv – Joanne Woodward (nominacja)

Nagroda Satelita 2005
- Najlepszy miniserial (nominacja)
- Najlepszy aktor w miniserialu lub filmie tv – Ed Harris (nominacja)
- Najlepszy aktor drugoplanowy w serialu, miniserialu lub filmie tv – Paul Newman (nominacja)